# Ruschia
Ruschia ist eine Pflanzengattung aus der Familie der Mittagsblumengewächse (Aizoaceae). Der botanischen Name der Gattung ehrt den deutsch-namibischen Farmer Ernst Julius Rusch (1867–1957). Ruschia ist eine der artenreichsten Gattungen der Familie.

## Beschreibung
Die Arten der Gattung Ruschia wachsen als aufrechte, manchmal niederliegende bis kriechende oder Horste bildende Sträucher. Ihre Laubblätter sind in der Regel länger als breit und nur selten zurückgebildet. Sie sind dreieckig bis dreikantig und häufig gezähnt. Ihre Epidermis ist flach bis papillös.
Die kleinen Blüten erscheinen einzeln oder in mehr oder weniger reichen Zymen. Die Kronblätter sind purpurfarben bis weiß. Die filamentösen Staminodien umgeben die Staubblätter in einem zentralen Kegel. Das Nektarium  bildet einen lophomorphen Ring.
Die fünffächrigen, selten sechsfächrigen Kapselfrüchte sind vom „Ruschia-Typ“: Es sind weit auseinanderlaufende Quellleisten, starke, formbeständige Fächerdecken mit aufrechtem Rand und Verschlusszapfen vorhanden. Klappenflügel fehlen oder sie sind schmal. Die Verschlusskörper sind als Haken, Haube oder Stäbchen ausgebildet. Die Früchte enthalten braune Samen, die glatt bis papillös sind. Die Samen sind 0,6 bis 1,6 Millimeter lang und 0,4 bis 1,2 Millimeter breit.

## Systematik und Verbreitung
Die Gattung Ruschia ist in Südafrika mit Ausnahme der östlichen und nordöstlichen Gebiete, im Süden von Namibia, in Lesotho und im Südwesten von Botswana verbreitet. Die Arten wachsen unter sehr unterschiedlichen ökologischen Bedingungen.
Die Erstbeschreibung der Gattung durch Gustav Schwantes wurde 1926 veröffentlicht. Die Typusart ist Ruschia rupicola. Nach Heidrun Hartmann (2017) umfasst die Gattung Ruschia die folgende Arten:
- Ruschia abbreviata L.Bolus
- Ruschia acocksii L.Bolus
- Ruschia acuminata L.Bolus
- Ruschia acutangula (Haw.) Schwantes
- Ruschia aggregata L.Bolus
- Ruschia alata L.Bolus
- Ruschia albida Klak
- Ruschia altigena (L.Bolus) L.Bolus
- Ruschia amicorum (L.Bolus) Schwantes
- Ruschia ampliata L.Bolus
- Ruschia approximata (L.Bolus) Schwantes
- Ruschia archeri L.Bolus
- Ruschia aspera L.Bolus
- Ruschia atrata L.Bolus
- Ruschia axthelmiana (Dinter) Schwantes
- Ruschia barnardii L.Bolus
- Ruschia beaufortensis L.Bolus
- Ruschia bijliae L.Bolus
- Ruschia bipapillata L.Bolus
- Ruschia bolusiae Schwantes
- Ruschia brakdamensis (L.Bolus) L.Bolus
- Ruschia breekpoortensis L.Bolus
- Ruschia brevibracteata L.Bolus
- Ruschia brevicyma L.Bolus
- Ruschia brevifolia L.Bolus
- Ruschia brevipes L.Bolus
- Ruschia britteniae L.Bolus
- Ruschia burtoniae L.Bolus
- Ruschia calcarea L.Bolus
- Ruschia calcicola (L.Bolus) L.Bolus
- Ruschia callifera L.Bolus
- Ruschia campestris (Burch.) Schwantes
- Ruschia canonotata (L.Bolus) Schwantes
- Ruschia capornii (L.Bolus) L.Bolus
- Ruschia caroli (L.Bolus) Schwantes
- Ruschia caudata L.Bolus
- Ruschia cedarbergensis L.Bolus
- Ruschia centrocapsula H.E.K.Hartmann & Stüber
- Ruschia ceresiana L.Bolus
- Ruschia cincta (L.Bolus) L.Bolus
- Ruschia clavata L.Bolus
- Ruschia complanata L.Bolus
- Ruschia congesta (Salm-Dyck) L.Bolus
- Ruschia copiosa L.Bolus
- Ruschia costata L.Bolus
- Ruschia cradockensis (Kuntze) H.E.K.Hartmann & Stüber
  - Ruschia cradockensis subsp. cradockensis
  - Ruschia cradockensis subsp. triticiformis (L.Bolus) H.E.K.Hartmann & Stüber
- Ruschia crassa (L.Bolus) Schwantes
- Ruschia crassisepala L.Bolus
- Ruschia cupulata (L.Bolus) Schwantes
- Ruschia curta (Haw.) Schwantes
- Ruschia cymbifolia (Haw.) L.Bolus
- Ruschia cymosa (L.Bolus) Schwantes
- Ruschia decumbens L.Bolus
- Ruschia decurrens L.Bolus
- Ruschia decurvans L.Bolus
- Ruschia dejagerae L.Bolus
- Ruschia deminuta L.Bolus
- Ruschia densiflora L.Bolus
- Ruschia depressa L.Bolus
- Ruschia dichroa (Rolfe) L.Bolus
- Ruschia dielsiana (A.Berger) H.Jacobsen ex H.E.K.Hartmann
- Ruschia dilatata L.Bolus
- Ruschia divaricata L.Bolus
- Ruschia diversifolia L.Bolus
- Ruschia duthiae (L.Bolus) Schwantes
- Ruschia edentula (Haw.) L.Bolus
- Ruschia elineata L.Bolus
- Ruschia erecta (L.Bolus) Schwantes
- Ruschia esterhuyseniae L.Bolus
- Ruschia exigua L.Bolus
- Ruschia extensa L.Bolus
- Ruschia festiva (N.E.Br.) Schwantes
- Ruschia filipetala L.Bolus
- Ruschia firma L.Bolus
- Ruschia floribunda L.Bolus
- Ruschia foliosa (Haw.) Schwantes
- Ruschia fourcadei L.Bolus
- Ruschia framesii L.Bolus
- Ruschia fredericii (L.Bolus) L.Bolus
- Ruschia fugitans L.Bolus
- Ruschia geminiflora (Haw.) Schwantes
- Ruschia glauca L.Bolus
- Ruschia goodiae L.Bolus
- Ruschia gracilipes L.Bolus
- Ruschia gracilis L.Bolus
- Ruschia griquensis (L.Bolus) Schwantes
- Ruschia grisea (L.Bolus) Schwantes
- Ruschia hamata (L.Bolus) Schwantes
- Ruschia haworthii H.Jacobsen & G.D.Rowley
- Ruschia heteropetala L.Bolus
- Ruschia holensis L.Bolus
- Ruschia imbricata (Haw.) Schwantes
- Ruschia impressa L.Bolus
- Ruschia inclusa L.Bolus
- Ruschia inconspicua L.Bolus
- Ruschia incurvata L.Bolus
- Ruschia indecora (L.Bolus) Schwantes
- Ruschia indurata (L.Bolus) Schwantes
- Ruschia intermedia L.Bolus
- Ruschia intricata (N.E.Br.) H.E.K.Hartmann & Stüber
- Ruschia karrachabensis L.Bolus
- Ruschia karrooica (L.Bolus) L.Bolus
- Ruschia kenhardtensis L.Bolus
- Ruschia klipbergensis L.Bolus
- Ruschia kuboosana L.Bolus
- Ruschia langebaanensis L.Bolus
- Ruschia lapidicola L.Bolus
- Ruschia lavisii L.Bolus
- Ruschia laxa (Willd.) Schwantes
- Ruschia laxiflora L.Bolus
- Ruschia laxipetala L.Bolus
- Ruschia leptocalyx L.Bolus
- Ruschia lerouxiae (L.Bolus) L.Bolus
- Ruschia leucosperma L.Bolus
- Ruschia lineolata (Haw.) Schwantes
- Ruschia lisabeliae L.Bolus
- Ruschia macowanii (L.Bolus) Schwantes
- Ruschia magnifica Klak
- Ruschia mariae L.Bolus
- Ruschia marianae (L.Bolus) Schwantes
- Ruschia maxima (Haw.) L.Bolus
- Ruschia middlemostii L.Bolus
- Ruschia misera (L.Bolus) L.Bolus
- Ruschia mollis (A.Berger) Schwantes
- Ruschia montaguensis L.Bolus
- Ruschia muelleri (L.Bolus) Schwantes
- Ruschia muiriana (L.Bolus) Schwantes
- Ruschia multiflora (Haw.) Schwantes
- Ruschia muricata L.Bolus
- Ruschia namusmontana Friedrich
- Ruschia nana L.Bolus
- Ruschia nelii Schwantes
- Ruschia neovirens Schwantes
- Ruschia nieuwerustensis L.Bolus
- Ruschia nonimpressa L.Bolus
- Ruschia obtusa L.Bolus
- Ruschia odontocalyx (Schltr. & Diels) Schwantes
- Ruschia orientalis L.Bolus
- Ruschia pallens L.Bolus
- Ruschia paripetala (L.Bolus) L.Bolus
- Ruschia parviflora (Haw.) Schwantes
- Ruschia parvifolia L.Bolus
- Ruschia patens L.Bolus
- Ruschia patulifolia L.Bolus
- Ruschia pauciflora L.Bolus
- Ruschia paucipetala L.Bolus
- Ruschia perfoliata (Mill.) Schwantes
- Ruschia phylicoides L.Bolus
- Ruschia pinguis L.Bolus
- Ruschia polita L.Bolus
- Ruschia pollardii Friedrich
- Ruschia primosii L.Bolus
- Ruschia pulvinaris L.Bolus
- Ruschia punctulata (L.Bolus) H.E.K.Hartmann
- Ruschia pungens (A.Berger) H.Jacobsen
- Ruschia putterillii (L.Bolus) L.Bolus
- Ruschia rariflora L.Bolus
- Ruschia recurva (Moench) H.E.K.Hartmann
- Ruschia rigens L.Bolus
- Ruschia rigida (Haw.) Schwantes
- Ruschia rigidicaulis (Haw.) Schwantes
- Ruschia robusta L.Bolus
- Ruschia rubricaulis (Haw.) L.Bolus
- Ruschia rupicola (Engl.) Schwantes
- Ruschia ruralis (N.E.Br.) Schwantes
- Ruschia ruschiana (Dinter) Dinter & Schwantes
- Ruschia sabulicola Dinter
- Ruschia sandbergensis L.Bolus
- Ruschia sarmentosa (Haw.) Schwantes
- Ruschia scabra H.E.K.Hartmann
- Ruschia schollii (Salm-Dyck) Schwantes
- Ruschia semidentata (Haw.) Schwantes
- Ruschia semiglobosa L.Bolus
- Ruschia senaria L.Bolus
- Ruschia serrulata (Haw.) Schwantes
- Ruschia sessilis (Thunb.) H.E.K.Hartmann
- Ruschia singula L.Bolus
- Ruschia solitaria L.Bolus
- Ruschia spinosa (L.) Dehn
- Ruschia staminodiosa L.Bolus
- Ruschia stricta L.Bolus
- Ruschia strubeniae (L.Bolus) Schwantes
- Ruschia suaveolens L.Bolus
- Ruschia subpaniculata L.Bolus
- Ruschia subsphaerica L.Bolus
- Ruschia subteres L.Bolus
- Ruschia tardissima L.Bolus
- Ruschia tecta L.Bolus
- Ruschia tenella (Haw.) Schwantes
- Ruschia testacea L.Bolus
- Ruschia tribracteata L.Bolus
- Ruschia triflora L.Bolus
- Ruschia truteri L.Bolus
- Ruschia tumidula (Haw.) Schwantes
- Ruschia uitenhagensis (L.Bolus) Schwantes
- Ruschia umbellata (L.) Schwantes
- Ruschia uncinata (L.) Schwantes
- Ruschia unidens (Haw.) Schwantes
- Ruschia vaginata (Haw.) Schwantes
- Ruschia valida Schwantes
- Ruschia vanbredai L.Bolus
- Ruschia vanderbergiae L.Bolus
- Ruschia vanheerdei L.Bolus
- Ruschia vanniekerkiae L.Bolus
- Ruschia versicolor L.Bolus
- Ruschia vetovalida H.E.K.Hartmann
- Ruschia victoris (L.Bolus) L.Bolus
- Ruschia virens L.Bolus
- Ruschia virgata (Haw.) L.Bolus
- Ruschia viridifolia L.Bolus
- Ruschia vulvaria (Dinter) Schwantes
- Ruschia willdenowii Schwantes

## Nachweise

## Weiterführende Literatur
- Michael Dehn: Untersuchungen zum Verwandtschaftskreis der Ruschiinae (Mesembryanthemaceae Fenzl). In: Mitteilungen aus dem Institut fur Allgemeine Botanik Hamburg. Band 24, 1993, S. 91–198.
- Heidrun E. K. Hartmann: An annotated list of the species placed in Ruschia (Aizoaceae). In: Bradleya. Band 17, 1999, S. 38–74.
- Gustav Schwantes: Neue Mesembriaceen VI. In: Monatsschrift der Deutschen Kakteengesellschaft. Band 2, 1930, S. 64–69.